# Liga Kubogy
La Liga Kubogy (in italiano: Coppa di Lega), è una competizione calcistica kazaka.
La sua prima si è giocata nel 2024.

## Albo d'oro
| Stagione | Vincitore | Punteggio | Finalista | Stadio |
| -------- | --------- | --------- | --------- | ------ |
| 2024     |           |           |           |        |